# Gastronomia molecular

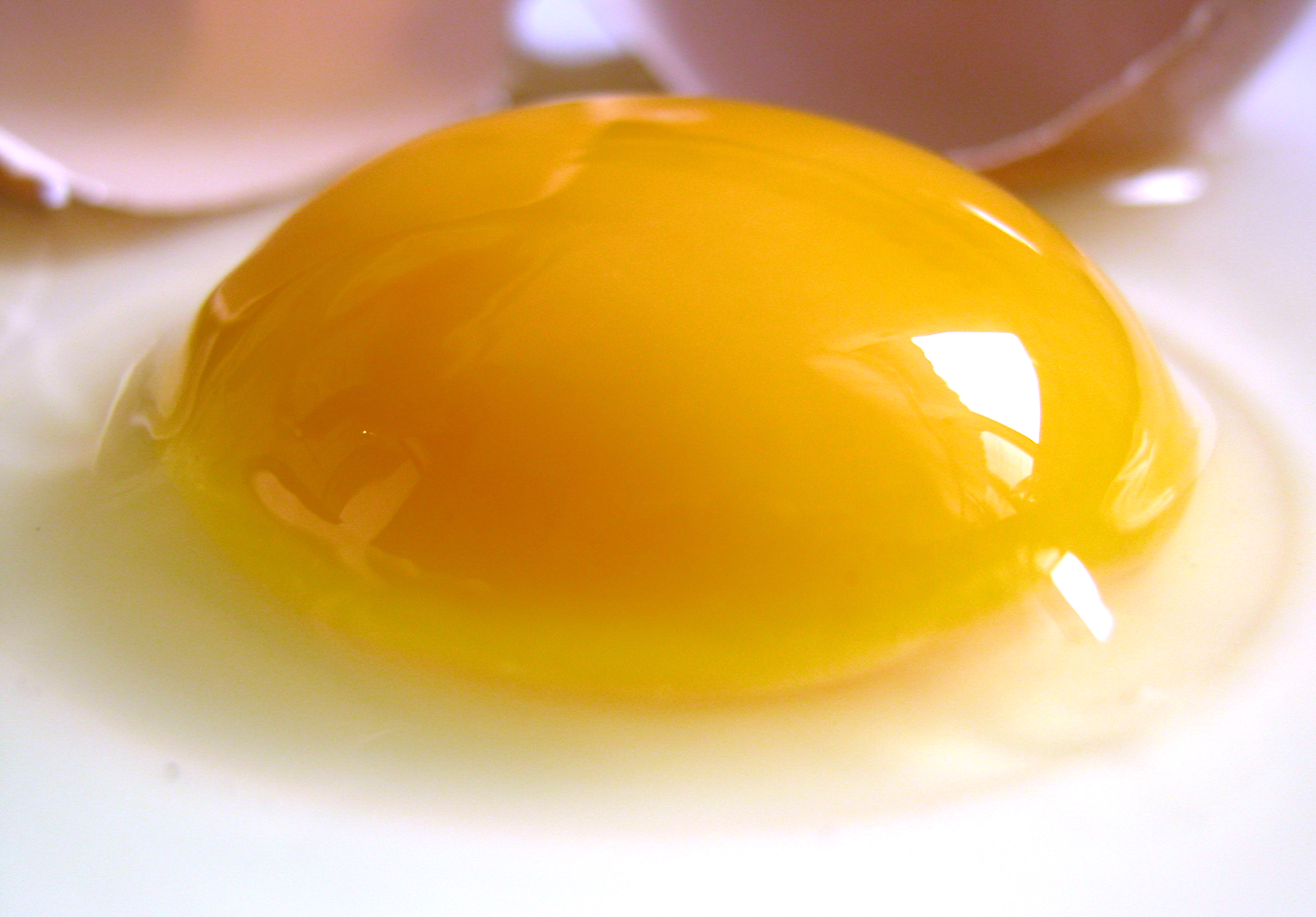
Um exemplo clássico da gastronomia molecular é o estudo do efeito da temperatura no cozimento do ovo. Embora os livros de culinárias indiquem o tempo em minutos para o cozimento, verifica-se que o controle da temperatura é mais importante que o controle do tempo para se obter o resultado desejado.

Gastronomia molecular é a ciência dedicada ao estudo dos processos químicos e físicos relacionados à culinária. Estuda os mecanismos envolvidos nas transformações dos ingredientes no cozimento e investiga os aspectos sociais, artísticos e técnicos da culinária e gastronomia (de um ponto de vista científico).
A expressão "gastronomia molecular" foi criada em 1988, pelo físico húngaro Nicholas Kurti, da Universidade de Oxford, e pelo químico francês Hervé This.

### Origens da Gastronomia Molecular
Apesar do termo ter sido cunhado apenas em 1988, o estudo dos processos químicos e físicos envolvidos nos preparos de alimentos já vinha sendo realizado por nomes respeitados da gastronomia.
Alguns personagens da história se destacaram na linha do tempo como:

##### Marie Antoine Câreme (1784-1833)
Chef francês do século XIX, Câreme foi considerado responsável pela criação da haute cuisine (alta cozinha francesa) já abordava a coagulação da albumina como parte do processo de preparo de carnes e caldos, recomendando cocção lenta em caldos para evitá-la.
É importante destacar que a iniciativa de Câreme parecia estar em harmonia com as pesquisas científicas da época, já que a proteína albumina havia sido recém-descoberta.

##### Belle Lowe (1988-1961)
Belle Lowe foi professora do instituto Food and Nutrition da Iowa State University e publicou diversos artigos e livros. O livro Experimental Cookery, publicado em 4 edições, foi o mais conhecido e se tornou referência para diversas universidades americanas.
Ela compilou, ao longo de sua carreira, diversas aplicações da ciência na culinária do dia a dia. Entre elas, a química coloidal (gelificação) e sua relação com a coagulação de proteínas no preparo de cremes.

##### Evelyn G. Hallyday e Isabel T. Noble
Também professoras universitárias, Evelyn (da Universidade de Chicago) e Isabel (da Universidade de Minnesota) publicaram o livro Food Chemistry and Cookery em 1943.
A obra explora diversas aplicações da química no preparo e conservação de alimentos. Entre elas, suas aplicações no leite, funcionamento de fermentos e a concentração de hidrogênio em alimentos.

##### Nicholas Kurti (1908 – 1998)
Nicholas Kurti foi um físico húngaro-britânico que teve grande papel na criação das bases da gastronomia molecular.
Durante a segunda guerra mundial, Nicholas Kurtis se dedicou à pesquisas sobre urânio e energia atômica. Após a guerra, ficou mais conhecido por ter conduzido pesquisas em física de baixa temperatura, alcançando com sucesso temperatura muito próxima do zero absoluto.
Curiosamente, Kurtis foi apresentador de um dos primeiros programadas de TV sobre culinária. Em 1969, impressionava o público com aplicações da ciência dentro da cozinha. Ao longo dos anos seguintes, promoveu inúmeras palestras sobre a relação entre física e cozinha.
Entre os feitos conhecidos dele estão o preparo de um merengue em uma câmara de vácuo, cocção de salsichas usando uma bateria de automóvel, metabolizar proteínas com suco de abacaxi e um Alaska assado (e invertido) em forno micro-ondas.

##### Elizabeth Cawdry Thomas (1940-2007)
Professora de culinária nos EUA e sempre presente em conferências científicas internacionais, Elizabeth foi uma entusiasta na promoção da ciência da culinária e organizou workshops sobre o tema em Erice (Itália).
Para a equipe do workshop, ela reuniu aqueles que seriam considerados os principais nomes na fundação da gastronomia molecular: o físico Nicholas Kurtis e o químico Hervé This[4].
Seus workshops aconteceram todos os anos de 1992 a 2004, envolvendo cozinheiros e cientistas do mundo inteiro. Entre eles os chefs Raymond Blac, Heston Blumenthal e Pierre Gagnaire.

##### Ferran Adriá
Um dos chefs mais influentes na gastronomia molecular foi Ferran Adriá. Adriá foi dono e chef do restaurante El Bulli, premiado restaurante espanhol que ficou conhecido por apresentações revolucionárias de seus preparos.
Adriá explorou novas técnicas e ingredientes, como espumas, gelatinas, esferificações, liofilização e nitrogênio líquido, criando pratos que impressionaram o público à época.
Ele também colaborou com cientistas e acadêmicos, participando dos workshops de Harvard e publicando livros sobre sua filosofia e metodologia culinária